# 2005年民主進步黨主席補選
2005年民主进步党主席补选，正式名称民主进步党第十一届主席补选，是中华民国民主进步党自1998年第八届党主席选举以来所举办的第三次党员直选党主席，于2005年1月30日投票。
選舉人數347,721人，總投票數68,607，投票率19.73%；參選人為蘇貞昌一人，同額競選，得票數68,406票，得票率99.71%，蘇貞昌當選為民主進步黨第十一屆黨主席。